# The Canyons
The Canyons je americký film z roku 2013, který natočil režisér Paul Schrader podle scénáře Breta Eastona Ellise. Jeho děj se odehrává v Los Angeles a hrají v něm Lindsay Lohan, James Deen, Nolan Gerard Funk, Gus Van Sant a další. Lindsay Lohan za svou roli dostala Zlatou malinu coby nejhorší herečka. Premiéru měl 29. července 2013 v New Yorku. Film byl částečně financován přes crowdfundingový server Kickstarter, kde se vybralo 159 015 dolarů.